# Дом городской стражи (Харлем)

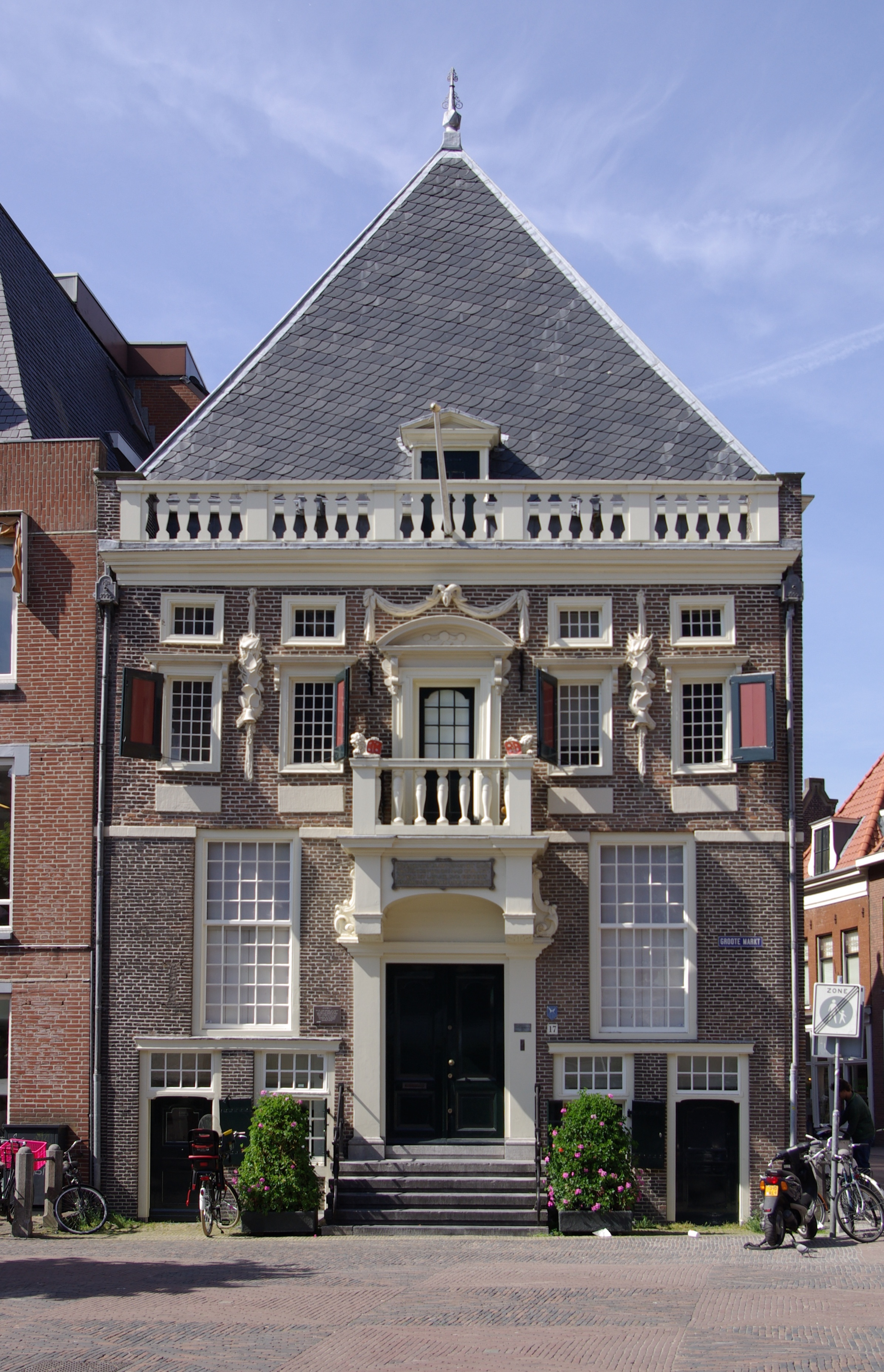
Дом городской стражи в Харлеме

Дом городской стражи (нидерл. Hoofdwacht) — историческое здание на центральной площади Харлема Гроте-Маркт (нидерл. Grote Markt) в Нидерландах. Появилось в середине XIII века и является одним из старейших в городе и имеет статус национального памятника. Дошедший до наших времён фасад здания датируется серединой XVII века. 
В 1250—1350 годах строение выполняло функции ратуши (Харлем получил статус города в 1245 году), которая затем переехала в новое здание. Позднее в доме проживали семьи именитых горожан, а нижняя часть здания использовалась как магазин, типография и пивной склад.
В XVI веке в доме работал известный голландский учёный Дирк Волькертсен Коорнгерт.
17 мая 1755 года здание было куплено городскими властями и в 1765 году превращено в штаб-квартиру городской стражи с деревянной тюрьмой на первом этаже. Именно тогда и появилось название Дом городской стражи (нидерл. Hoofdwacht).
С 1919 года в доме расположена «Историческая ассоциация Харлема». К 750-летию города в 1994—1995 годах здание было отреставрировано.